# Gertrud Cöster
Gertrud Eleonora Cöster, född 14 juli 1870 i London, död 1896 i Paris, var en svensk skulptör.
Hon var dotter till vicekonsuln i London Fredrik Leonard Cöster och Bessie Bradley. Cöster ansågs som en talang inom skulptur men fick en kort levnad och kom inte att etablera sig på konstmarknaden. Få av hennes verk såldes på den öppna marknaden och merparten finns i dag i olika släktingars ägo.